# Nova Ushytsia (huyện)
Huyện Nova Ushytsia (tiếng Ukraina: Новоушицький район, chuyển tự: Nova Ushytsias’kyi raion) là một huyện của tỉnh Khmelnytskyi thuộc Ukraina. Huyện Nova Ushytsia có diện tích 853 km², dân số theo điều tra dân số ngày 5 tháng 12 năm 2001 là 36478 người với mật độ 43 người/km2. Trung tâm huyện nằm ở Nova Ushytsia.